# Олимпийские амбистомы
Олимпийские амбистомы (лат. Rhyacotriton) — род хвостатых земноводных, выделяемый в монотипное семейство Rhyacotritonidae.

## Описание
Относительно небольшие хвостатые земноводные, достигающие общей длины с хвотом до 11 см. Хвост короткий. Голова маленькая, с относительно крупными глазами. По бокам туловища расположено 14—15 хорошо заметных костальных борозд. Тело сверху коричневое, иногда с серыми пятнами. Низ жёлто-оранжевый, иногда с чёрными пятнами. Позвонки амфицельные.

## Распространение
Обитают на северо-западе США в насыщенных кислородом ручьях во влажных хвойных лесах северо-западной Калифорнии и прибрежных и горных районах Орегона и Вашингтона.

## Образ жизни
Взрослые особи живут в ручьях под камнями, хотя могут встречаться и во влажной лесной подстилке. Личинки водные. Оплодотворение внутреннее. Брачные танцы самцов включают помахивания хвостом.

## Классификация
Включает 4 вида:
- Rhyacotriton cascadae Good and Wake, 1992
- Rhyacotriton kezeri Good and Wake, 1992
- Rhyacotriton olympicus (Gaige, 1917) — олимпийская амбистома[1]
- Rhyacotriton variegatus Stebbins and Lowe, 1951